# Marc Perpenna (cònsol 92 aC)
Marc Perpenna (en llatí: Marcus Perpenna o llatí: Perperna) va ser un magistrat romà. Era fill del cònsol del 130 aC Marc Perpenna.
Va ser elegit cònsol l'any 92 aC juntament amb Gai Claudi Pulcre i censor el 86 aC amb Luci Marci Filip. L'any 90 aC va ser llegat del cònsol Publi Rutili Llop a l'anomenada guerra social o guerra dels mars.
Va viure 98 anys fet remarcat pels historiadors antics i va morir l'any 49 aC. De les persones que havien estat al senat quan era consol no en quedava cap i de les que hi havia introduït quan va ser censor només en quedaven set. Va actuar diverses vegades de jutge.